# 開放電信平台
開放電信平台（英語：Open Telecom Platform，縮寫為OTP），又譯為開源電信平台，以Erlang寫成的應用程式伺服器，用於開發分布式的、高容錯性的Erlang應用程式。愛立信公司在1998年以開放原始碼的方式將程式釋出。
它包含了:
- 一個Erlang直譯器
- 一個Erlang編譯器
- 伺服器之間的通信協定
- Corba Object Request Broker
- 一個統計分析工具，名為Dialyzer
- 一個分散式資料庫伺服器，名為Mnesia
- 許多軟體庫

開放電信平台採用修改過的Mozilla公共許可證協議發放 (在 18.0 以後改為 Apache许可证 2.0)，同時爱立信仍然提供商業版本的技術支持。目前，Erlang最大的商業用户是爱立信，其他知名用户有北電網路、亞瑪遜以及T-Mobile等。

## 外部連結
- 官方首頁 （页面存档备份，存于）